# Topologie en basses dimensions
En mathématiques, la topologie en basses dimensions est la branche de la topologie qui concerne les variétés de dimension inférieure ou égale à quatre. Des sujets représentatifs en sont l'étude des variétés de dimension 3 ou 4 (en) et la théorie des nœuds et des tresses. Elle fait partie de la topologie géométrique.

## Historique
Un certain nombre d'avancées, à partir des années 1960, ont mis l'accent sur les basses dimensions en topologie. La démonstration par Stephen Smale, en 1961, de la conjecture de Poincaré en dimensions supérieures, montra que les dimensions 3 et 4 étaient plus difficiles : elles nécessitaient de nouvelles méthodes, alors que les dimensions supérieures offraient assez de liberté pour réduire les problèmes aux méthodes calculatoires de la chirurgie. La conjecture de géométrisation de Thurston, formulée à la fin des années 1970, offrait un cadre suggérant que géométrie et topologie étaient intimement liées en basses dimensions, et la démonstration par Thurston de la géométrisation pour les variétés de Haken (en) utilisait une gamme d'outils issus de domaines mathématiques jusqu'alors peu liés. La découverte par Vaughan Jones de son polynôme, au début des années 1980, donna une nouvelle orientation à la théorie des nœuds et fit apparaître des connexions, encore non complètement élucidées, entre topologie en basses dimensions et physique mathématique. En 2002, Grigori Perelman annonça une démonstration de la conjecture de Poincaré en dimension 3 à l'aide du flot de Ricci introduit par Richard S. Hamilton, une idée empruntée à l'analyse géométrique.
De façon générale, ces progrès ont mené à une meilleure intégration de ce domaine dans le reste des mathématiques.

## Quelques théorèmes typiquement spécifiques aux basses dimensions
Quelques théorèmes illustrent le fait que beaucoup des outils de base de l'étude des variétés de dimensions supérieures ne s'appliquent pas en basses dimensions.
- Le théorème de Steenrod établit que le fibré tangent d'une 3-variété orientable est toujours trivial. Autrement dit : la seule classe caractéristique d'une 3-variété est l'obstruction à l'orientabilité.
- Toute 3-variété fermée est le bord d'une variété compacte et simplement connexe de dimension 4. Ce théorème est dû indépendamment à plusieurs personnes : il résulte du théorème de Dehn-Lickorish, via une décomposition de Heegaard (en) de la 3-variété. Il résulte aussi du calcul par René Thom de l'anneau de cobordisme des variétés fermées.
- Il existe des structures différentielles exotiques sur ℝ4 (en). Ceci fut d'abord remarqué par Michael Freedman, à partir de travaux de Donaldson et Casson, puis précisé par Freedman, Robert Gompf, Clifford Taubes et Laurence Taylor : il existe sur ℝ4 une famille non dénombrable de structures différentiables deux à deux non difféomorphes (alors que sur ℝn pour n ≠ 4, il n'y en a qu'une).
- Tout homéomorphisme sur une surface est isotope à un difféomorphisme, ce qui identifie les homéotopies avec les difféotopies.